# Louis Jung
Pour les articles homonymes, voir Jung.
Louis Jung, né le 18 février 1917 à Zollingen et mort le 22 octobre 2015 à Strasbourg, est un homme politique français.
Il est sénateur du Bas-Rhin de 1959 à 1995 et parlementaire européen.

## Biographie
Après un passage à l'école normale d'instituteurs, Louis Jung commence à enseigner en 1935 à Altwiller. Il se lance ensuite dans la coopération agricole, et fonde la société des vergers d'Alsace, qu'il dirige de 1956 à 1968. Le dit « Schunke Louis » (traduction littérale de « Jambon Louis »), est grièvement blessé lors de la Seconde Guerre mondiale.
Pro-Européen, il devient proche de Robert Schuman. En 1953, il est élu maire d'Altwiller et est conseiller général de 1955 à 1979. Il est maire d'Harskirchen de 1959 à 1995. Il est sénateur de 1959 à 1995. Il est président de l'assemblée parlementaire du Conseil de l'Europe de 1986 à 1989
En 1991, il est le président-fondateur de la fondation Robert Schuman.
Il meurt le 22 octobre 2015 à l'âge de 98 ans.

## Mandats et fonctions
Mandats nationaux
- 1959-1995 : sénateur du Bas-Rhin

Mandat européen
- 1986-1989 : président de l’Assemblée parlementaire du Conseil de l’Europe

Mandats locaux
- 1959-1995 : maire de Harskirchen (Bas-Rhin)
- 1953-1959 : maire d’Altwiller (Bas-Rhin)